# Irwinton (Georgia)
Irwinton település az Amerikai Egyesült Államok Georgia államában, Wilkinson megyében, melynek megyeszékhelye is. Lakosainak száma 531 fő (2020. április 1.).

## Történelem
A települést 1811-ben alapították. Nevét Jared Irwinről, Georgia állam kormányzójáról kapta.

## Népesség
A település népességének változása:

| 2010 | 589 |
| 2020 | 531 |